# The Answers
The Answers — дебютный студийный альбом Blue October, был записан в октябре 1997 в «Sound Arts Studio», Хьюстон, штат Техас и выпущен в США в начале 1998 года компанией «RoDan Entertainment/Scoop». Это единственный альбом группы, записанный при участии басистки и основательницы группы — Лиз Маллалай, которая во время записи альбома также исполняла партии на фортепиано.

## Об альбоме
На протяжении нескольких лет группе было запрещено продавать альбом через свой веб-сайт или на концерте по причине подписанного ими контракта с Universal Records. Вплоть до 2005 года альбом можно было заказать только почтой непосредственно в «RoDan», но после сторонам удалось прийти к соглашению. И в 2008 году альбом был переиздан лейблом Universal Records.
Многие песни на диске затрагивают тему депрессии, включая и трек Black Orchid, который рассказывает о самоубийстве.

## Список композиций
Все тексты написаны Джастином Фёрстенфелдом, вся музыка написана Blue October.
| №   | Название                               | Длительность |
| --- | -------------------------------------- | ------------ |
| 1.  | «The Answer»                           | 5:56         |
| 2.  | «2 A.M. Lovesick»                      | 3:07         |
| 3.  | «The 21st»                             | 4:08         |
| 4.  | «Breakfast After 10»                   | 3:01         |
| 5.  | «Italian Radio»                        | 3:52         |
| 6.  | «For My Brother»                       | 5:28         |
| 7.  | «Sweet and Somber Pigeon Wings»        | 5:13         |
| 8.  | «Weaknesses»                           | 4:11         |
| 9.  | «Blue Sunshine»                        | 4:38         |
| 10. | «Mr. Blue's Menu»                      | 3:24         |
| 11. | «Darkest Side of Houston's Finest Day» | 4:13         |
| 12. | «Tomorrow»                             | 3:47         |
| 13. | «Black Orchid»                         | 6:09         |

## Участники записи
Blue October:
- Джастин Фёрстенфелд — стихи, вокал, гитара, фортепиано, барабаны
- Райан Делахуси — скрипка, мандолина
- Джереми Фёрстенфелд  — барабаны, перкуссия
- Лиз Маллалай — бас-гитара, фортепиано

Продакшн:
- Брайан Бейкер - продюсер, инженер, мастеринг, сведение
- Адриан Гарсия - ассистент инженера
- Джефф Уэлс - мастеринг

Художественная работа:
- Джастин Фёрстенфелд — оформление обложки